# 陸軍船舶兵
陸軍船舶兵（りくぐんせんぱくへい、船舶兵）は、大日本帝国陸軍の兵種の一つ。陸軍船舶部隊（暁部隊）において、揚陸艦（陸軍特殊船）や上陸用舟艇（大発動艇等）等の船舶兵器を運用した。将兵は最大約18万人が在籍。

## 概要
古くから上陸戦に対し関心が高かった日本陸軍は、1920年代には上陸用舟艇（小発動艇（小発）・大発動艇（大発））を実用化し、さらに1930年代には揚陸艦たる特殊船（「神州丸」・「あきつ丸」など）を開発、これらは第一次上海事変や支那事変（日中戦争）の各上陸戦において威力を発揮し活躍した。当時、これらの船舶兵器を実戦において運用していたのは工兵（「船舶工兵」・「上陸工兵」と呼称）の一部であったが、太平洋戦争（大東亜戦争）の激化により、1943年（昭和18年）に船舶兵として独立した兵種となった（兵科区分自体は1940年に廃止済）。なお、船舶を運用するすべての陸軍部隊が船舶兵となったわけではなく、工兵として存続したものもあった。
太平洋戦争後期には、航空部隊とともに船舶部隊将兵に対し矜持を持たせるため、船舶胸章が1944年（昭和19年）5月9日に制定された。意匠は紺青色の台地に、錨・鎖および星章が付された形状で、船舶関係の部隊に属する将兵全てが軍服の右胸に佩用した。

## 任務
太平洋戦争当時の日本陸軍は、特殊船（揚陸艦）・機動艇・装甲艇・駆逐艇・高速艇甲/乙・潜航輸送艇等の多様な船舶を運用していたが（大日本帝国陸軍兵器一覧#船舶）、このうち大型の揚陸艦の多くは、国庫補助を適用して民間の海運会社に建造・保有させ、それを陸軍が徴用するという枠組みで整備されており、運航を担う船長以下の船員は海運会社に所属する民間人で、船舶兵は自衛武装や搭載舟艇、対潜哨戒機（「あきつ丸」）の運用を担当していた（船と各乗船部隊（船舶兵部隊を含む）に対しては、乗船部隊の最上位者が輸送指揮官となり、指揮を執った）。機動艇以下の中小型艇や上陸用舟艇等は陸軍自体が兵器として建造・保有したものであり、船舶兵自身が操船を行っている。そのため、船舶兵は航海、操船、機関の取扱い、手旗・モールス信号その他の通常の陸軍将兵が受けない船舶の運用に必要な訓練を施されていた。船舶司令部のある広島県宇品には船舶兵の教育・訓練を行う船舶練習部が置かれていた。
また、主任務としては輸送船（軍隊輸送船）として陸軍が民間から徴用した船舶の自衛武装操作がある。この任務のため、船舶砲兵連隊（当初は船舶高射砲連隊と呼称）が編成され、必要に応じてその一部が各陸軍徴用船に「船砲隊」として乗船することになっていた。各種火砲のほか対潜用の爆雷や迫撃砲の運用も行った。それ以外の民間船や海軍徴用船に関しては、陸軍船砲隊ではなく海軍所属の警戒隊が乗船して同種の任務に就いていた。ただし、民間船の武装にあてる兵器類は、船舶兵が管理している陸軍の旧式火砲が提供され、操作のみを海軍兵が行うことも多かった。